# Curetis georgiana
Curetis georgiana är en fjärilsart som beskrevs av Ribbe 1899. Curetis georgiana ingår i släktet Curetis och familjen juvelvingar. Inga underarter finns listade i Catalogue of Life.